# Bernhard Kuckelkorn
Bernhard Kuckelkorn (* 21. Mai 1913 in Stolberg; † 20. September 1989) war von 1952 bis 1979 Bürgermeister von Stolberg (Rheinland).

## Leben
Kuckelkorn hatte eine kaufmännische Ausbildung absolviert und wurde zuletzt Personalchef und Prokurist bei der Stolberger Zink AG. Im Jahr 1948 wurde er als damals jüngstes Mitglied in den Rat der Stadt Stolberg gewählt. Über 35 Jahre blieb er Ratsmitglied. 1950 wurde er zum stellvertretenden, danach von 1952 bis 1979 zum Bürgermeister (CDU) gewählt. 1973 wurde ihm das Bundesverdienstkreuz am Bande sowie 1979 das Verdienstkreuz 1. Klasse des Verdienstordens der Bundesrepublik verliehen. Kuckelkorn wurde im Mai 1988 Ehrenbürger der Stadt Stolberg. Nach ihm wurde der Platz am Museum Zinkhütter Hof benannt.
Kuckelkorn starb 1989 im Alter von 76 Jahren. Er war seit 1941 verheiratet mit Paula Stollenwerk und hatte drei Töchter und einen Sohn.